# Blue Jay Way
Blue Jay Way è una canzone dell'album Magical Mystery Tour composta da George Harrison, costruita sul solo accordo di do maggiore.

## Ispirazione e composizione
Harrison e la moglie, Neil Aspinall e Alexis Mardas si trovavano in vacanza a Los Angeles e avevano una casa in affitto su Blue Jay Way. Stava andando da loro Derek Taylor, che aveva appena chiamato per dire che era in ritardo, anche a causa della nebbia. Mentre aspettava Taylor, Harrison improvvisò su un organo Hammond il brano, ispirandosi alla situazione: c'è nebbia su Los Angeles / e i miei amici si sono persi / spero non facciano troppo tardi. Nella canzone compaiono vari effetti sonori, come tam tam al rallentatore e tracce di chitarra al contrario.

## Apparizione nel filmMagical Mystery Tour
Nel film Magical Mystery Tour compare la canzone in una scena nella quale i viaggiatori del pulmino entrano in una tenda. Lì viene proiettato il breve filmino che è diventato il videoclip della canzone. Compare per lo più Harrison in meditazione o mentre suona una tastiera, duplicato per tutto lo schermo, e sullo sfondo si nota il pulmino che compare nel film. Ciò è intervallato da brevi scene in cui compaiono i Beatles che giocano con la palla o che suonano un violoncello (questa scena compare anche nel videoclip di I Am the Walrus), bambini che corrono...

## Formazione
- John Lennon: cori
- Paul McCartney: cori, basso
- George Harrison: voce raddoppiata, cori, organo Hammond
- Ringo Starr: batteria, tamburello

Altri musicisti
- Musicista non accreditato: violoncello

## Riferimenti alla teoria "Paul is dead"
Anche a Blue Jay Way compaiono indizi della Leggenda della morte di Paul McCartney. Nel ritornello John Lennon e Paul McCartney eseguono delle armonie vocali. Esse sembrano dire Paul/is very/bloody (Paul sta sanguinando).